# ولادیمیر دوالیشویلی
ولادیمیر دوالیشویلی (گرجی: ვლადიმერ დვალიშვილი؛ زادهٔ ۲۰ آوریل ۱۹۸۶) بازیکن فوتبال اهل گرجستان است.
از باشگاه‌هایی که در آن بازی کرده‌است می‌توان به باشگاه فوتبال مکابی حیفا، باشگاه فوتبال پولونیا ورشو، باشگاه فوتبال دینامو تفلیس، باشگاه فوتبال ادنسه، باشگاه فوتبال اسکونتو، باشگاه فوتبال لگیا ورشو، باشگاه فوتبال آتیراو، و باشگاه فوتبال هاپوئل اشکلون اشاره کرد.
وی همچنین در تیم‌های ملی فوتبال تیم ملی فوتبال زیر ۱۹ سال گرجستان, تیم ملی فوتبال زیر ۱۹ سال گرجستان، زیر ۲۱ سال گرجستان، و گرجستان بازی کرده‌است.